# شعر کهن فارسی
شعر کهن فارسی یا شعر کلاسیک فارسی (چکامه کهن پارسی)، گونه‌ای از شعر به زبان فارسی است که از اواسط سده سوم هجری (سده دهم میلادی) به تدریج و از شرق در ایران‌زمین رواج پیدا کرد. وزن این گونه شعر به صور کمی یا عروضی است که در آن واژگان بر اساس ارکان عروضی در قالب‌هایی مشخص گنجانده می‌شوند و شعر سروده می‌شود.

## پیشینه
با آن‌که شواهدی در دسترس است که وجود و تکامل زبان فارسی نو در اواخر دوران ساسانی را تأیید می‌کند، مدرکی از وجود شعر عروضی فارسی به شیوه‌ای که از سده سوم هجری سروده شد وجود ندارد و بنا بر روایتی که در کتاب تاریخ سیستان آمده، نخستین شعر کهن فارسی سروده شده منسوب به محمد بن وصیف سجزی، شاعر دربار یعقوب لیث صفاری، در سیستان است. با این وجود، نخستین شاعر نامدار و پدر شعر کلاسیک فارسی را رودکی سمرقندی می‌دانند.

## شکل‌گیری
به‌دلیل دوری نسبی شرق ایران با دستگاه خلافت عباسی در بغداد، نخستین شاعران فارسی‌زبان در این ناحیه پدیدار گشتند. در جو روانی ایجاد شده پس از بنیان‌گذاری نخستین دولت‌های ایرانی در شرق خلافت عباسی و تمایل ایرانیان به استقلال، پس از بیش از دو قرن استیلای تازین در دوران میان‌پرده ایرانی، حاکمان ایرانی هم به حمایت از فرهنگ و هنر ایرانی پرداختند. در همین راستا، بسیاری بر آن شدند تا با تدوین تاریخ شفاهی ایرانیان، آن را از فراموشی مصون دارند. ابوالقاسم فردوسی، شاعر اواسط سده چهارم و اوایل سده پنجم هجری، با سرودن شاهنامه تلاش پیشینیان خود را کامل کرد و لقب بزرگ‌ترین شاعر پارسی‌گو و سرایندهٔ بلندترین حماسهٔ بشری را از آن خود کرد.
با سقوط دولت غزنوی و روی کار آمدن امپراتوری سلجوقی و همچنین دوران اوج تمدن اسلامی، کاربرد واژگان فنی در شعر نمود بیشتری پیدا کرد؛ به‌صورتی که برخی از دانشمندان بزرگ آن دوران، همانند خیام هم‌زمان شاعر نیز بودند. با نفوذ تدریجی واژگان عربی و همچنین ایجاد آرامش نسبی در جامعهٔ ایرانی در سده‌های میان دوران سلجوقی و مغولی، فضای شعر فارسی به‌سوی ادبیات غنایی و عرفانی پیش رفت و بزرگانی همانند سنایی، مولوی، سعدی و حافظ آثار خود را در این دوران نوشتند. پس از حملهٔ مغول، شعر کلاسیک فارسی دورانی از افول را گذراند و بعدها با بی‌توجهی نسبی شاهان صفوی به شعر و شاعری، بسیاری از شاعران از ایران به دربار سلاطین گورکانی هند مهاجرت کردند. به‌دلیل درباری بودن زبان فارسی در هند، شعر فارسی رو به تصنع و تکلف رفت و از زبان عامیانه دور شد. شاعرانی همچون بیدل دهلوی در این دوران می‌زیستند. ناگفته نماند که تأثیر این شاعران به قدری زیاد بوده که شاعران فارسی‌زبان حوزهٔ فرهنگی ایران نیز از ایشان تأثیر پذیرفتند. امثال صائب تبریزی از این افراد بودند.

## در دوران معاصر
در زمان جنبش مشروطهٔ ایران، شعر فارسی در ایران به سوی ادبیات سیاسی و اجتماعی و عامه‌پسند رفت و بسیاری از واژگان نامأنوس عربی از میان رفتند و برخی از واژگان نوین اروپایی، که توسط دانشجویان ایرانی مقیم اروپا به ایران آورده شده بودند، وارد شعر فارسی شدند. تصنیف‌های عارف قزوینی، قصیده های محمدتقی بهار و هجونامه های ایرج میرزا برای این دوران‌اند. در ابتدای سده چهاردهم خورشیدی و با ظهور شاعرانی همانند علی اسفندیاری، مشهور به نیما یوشیج و احمد شاملو و پدید آمدن قالب شعر آزاد یا بی‌قافیه (نیمایی و سپید)، سیطرهٔ کامل شعر کهن از میان رفت و امروزه و پس از یک سده، قالب‌های کهن شعر فارسی در کنار قالب‌های نوین شعر فارسی مورده استفاده قرار می‌گیرند.
پس از ظهور نیما یوشیج فضای نوآورانهٔ اندیشه‌های نیما و پیروانش باعث انقلاب در شعر کلاسیک هم شد که این رویکرد دو شاخه بزرگ پیدا کرد:
1. سبک نئوکلاسیک که با شاعرانی چون شهریار و هوشنگ ابتهاج آغاز شد، با کسانی چون قیصر امین‌پور و سید حسن حسینی و احمد عزیزی تثبیت شد و با چهره‌هایی چون حسین منزوی و محمدعلی بهمنی به اوج رسید که رویکردی محافظه‌کارانه در نوآوری داشت و غزل‌های نوهندی، نوقلندرانه، غزل‌گفتار از این نحله هستند.
2. سبک شعر نوگرا که چهرهٔ شاخص این نحله سیمین بهبهانی است و شاخه‌های غزل فرم، غزل کمینه و غزل پسامدرن از این شاخه‌اند که رویکردی آوانگارد و گاه افراطی در این زمینه داشته‌اند.